# 陽斐
陽 斐（よう ひ、生没年不詳）は、北魏末から北斉にかけての官僚。字は叔鸞。本貫は右北平郡無終県。

## 経歴
北魏の建徳郡太守の陽藻（字は景徳）の子として生まれた。孝荘帝のとき、西兗州で流民を保護して功績を挙げ、方城伯の爵位を受けた。侍御史となり、都官郎中・広平王開府中郎を兼ね、起居注を修撰した。
東魏の興和年間、陽斐は起部郎中となり、通直散騎常侍を兼ね、南朝梁に使者として立った。南朝梁の尚書の羊侃は陽斐と旧交があり、陽斐に邸を訪ねてほしいと、三度書き送ったが、陽斐は羊侃が北魏に叛いたことを忘れず、答えようとしなかった。南朝梁の人は「羊侃が南朝梁に来朝してすでに久しく、あなたのお国も変革を経ている。李・盧らも邸を訪ねて面会しているのに、あなたは何をかたくなになっているのだ」と訊いた。陽斐は「柳下恵にできても、わたしにはできない」と答えた。南朝梁の武帝も「羊侃が会いたいと願っており、いま両国は友好関係にある。天下は一家だ。どうしてかれこれを論じられよう」と言って説得したが、陽斐は辞退した。帰国すると、廷尉少卿となった。
石済で黄河が氾濫し、橋が壊れたので、陽斐がこれを修理した。また黄河の渡し場を白馬に移し、河の中に石の基礎を築き、両岸に関城を造って、長年にわたって利用できるようにした。東郡太守の陸士佩は黎陽の景勝がすぐれていたので、山を削って皇帝家の庭園にしようとした。陸士佩が陽斐に工匠を派遣するよう依頼したが、陽斐は民衆を苦しめるものとして拒否した。
まもなく陽斐は尚書右丞に転じた。天保元年（550年）、北斉が建国されると、陽斐は鎮南将軍・尚書吏部郎中に任ぜられた。公事のため免職されて、長らくたって、都水使者に任ぜられた。文宣帝が自ら六軍を率い、北方の突厥を撃つと、陽斐は長城建築の監督を命じられた。行南譙州事をつとめ、通直散騎常侍を加えられ、寿陽道行台左丞となった。散騎常侍に転じ、陳留郡を食邑とした。まもなく、徐州刺史に任ぜられ、東南道行台左丞をつとめた。乾明元年（560年）、召還されて廷尉卿となり、衛大将軍に転じ、都官尚書を兼ねた。太子少傅を代行し、殿中尚書に転じ、本官のまま監瀛州事をつとめた。致仕を願い出たが、許されなかった。しばらくして、儀同三司の位を受け、広阿県を食邑とした。在任中に死去した。使持節・都督北豫光二州諸軍事・驃騎大将軍・儀同三司・中書監・北豫州刺史の位を追贈された。諡を敬簡といった。
子の陽師孝は、中書舎人となった。

## 伝記資料
- 『北斉書』巻42 列伝第34
- 『北史』巻47 列伝第35